# لی ته ری
لی ته ری (زاده شده با نام لی مین هو؛ زادهٔ ۲۸ ژوئن ۱۹۹۳) بازیگر اهل کره جنوبی است. او به خوبی برای نقش خود به عنوان جوانی یانگ میونگ در افسانه خورشید و ماه (۲۰۱۲) و شاهزاده بونگ ریم در جونگ میونگ و نوجوانی موگیون در سرنوشت یک مبارز و آهنگ مانگ کاری در شاهزاده پشت بام (۲۰۱۲) شناخته شده‌است. او در سریال تو فوق‌العاده ای (۲۰۱۹) ایفای نقش کرد که این سریال بر اساس وبتونی به همین نام ساخته شده‌است. سریال افسانه نه دم (۲۰۲۰) باعث شهرت بیشتر وی شد.

## شغل
در سال ۲۰۰۵، او با یو سونگ هو در KBS ستاره شد و محبوبیت در میان دانش آموزان ابتدایی و همسالان خود را به دست آورد.
در سال ۲۰۱۲، لی ته ری نقش جوانی یانگ میونگ، عشق بدون تلافی یا عمل متقابل از شخصیت کیم یو جونگ-در افسانه خورشید و ماه بازی کرد. لی که محبوبیت با تجسم استادانه خود را از جوانی یانگ میونگ در درام MBC به دست آورده، به عنوان پسر سرکش آهنگ کانگ هو در فیلم بازیگر بود.
لی ته ری اولین نقش عاشقانه خود را در فیلم مدرسه جوانان با بائه سئول کی در سال ۲۰۱۴ بازی کرد. همچنین وی در سریال‌های The Beauty Inside و Coffee Please درسال ۲۰۱۸ به ایفای نقش پرداخته‌است.
او در درام تلویزیونی افسانه نه دم (۲۰۲۰) نقش شخصیت شرور سریال را بازی می‌کند.

## مجموعه‌های تلویزیونی
| عنوان                   | سال ساخت |
| ----------------------- | -------- |
| افسانه بلند پروازی      | ۱۹۹۸     |
| ملکه میونگ سونگ         | ۲۰۰۱     |
| سحر و جادو میر و گائون  | ۲۰۰۵     |
| پا زدن بالا!            | ۲۰۰۶     |
| بابای من عاشق دردسر است | ۲۰۰۹     |
| سرنوشت یک مبارز         | ۲۰۱۱     |
| انتفام گیومهو           | ۲۰۱۲     |
| افسانه خورشید و ماه     | ۲۰۱۲     |
| شاهزاده زیرشیروانی      | ۲۰۱۲     |
| نخست‌وزیر و من           | ۲۰۱۳     |
| جونگ میونگ              | ۲۰۱۵     |
| زیبایی درون             | ۲۰۱۸     |
| تو فوق‌العاده‌ای          | ۲۰۱۹     |
| افسانه نه دم            | ۲۰۲۰     |
| امپراتور اشک‌ها          | ۲۰۲۲     |
| قلب خونین               | ۲۰۲۲     |

## فیلم‌شناسی
| متن عنوان                 | متن عنوان |
| ------------------------- | --------- |
| برادران وایکی             | ۲۰۰۱      |
| لو گراند آشپز             | ۲۰۰۷      |
| زوزه                      | ۲۰۱۲      |
| مرد دونده                 | ۲۰۱۳      |
| مدرسه جوانان: فساد اخلاقی | ۲۰۱۴      |
| نبرد یونگ پیونگ           | ۲۰۱۵      |
| آناستازیا: روزی روزگاری   | ۲۰۲۰      |